# 彌永健一
彌永健一（いやなが けんいち、1939年 - ）は、日本の数学者。東京商船大学（現・東京海洋大学）名誉教授。父は数学者の彌永昌吉。

## 来歴
東京出身。1961年東京大学理学部数学科卒業、1967年シカゴ大学大学院Ph.D.。
ジャン＝ピエール・セールの「数論講義」等を翻訳した。
三里塚闘争の支援もしていた。
2006年より、教員を中心に「嵐山数学研究会」を主宰、著書などの解説を中心に講義を続けている。会場は主に国立女性教育会館、年数回不定期開催。参考書は『代数学』（岩波書店、1976年）、小野孝『数論序説』（裳華房、1987年）、『高木貞治 類体論への旅』（現代数学社、2012年）など。

## 著書
- （彌永昌吉と共著）『代数学』（岩波書店、1976年）
- （彌永昌吉と共著）『集合と位相』（岩波書店、1990年）
- 『高木貞治 類体論への旅』（現代数学社、2012年）

## 翻訳
- コンスタンス・リード『ヒルベルト : 現代数学の巨峰』（岩波書店、1972年）
- ジョン・G・ナイハルト『ブラック・エルクは語る : スー族聖者の生涯』（社会思想社、1977年）
- ジャン＝ピエール・セール『数論講義』（岩波書店、1979年）
- ローラン・シュヴァルツ『闘いの世紀を生きた数学者 : ローラン・シュヴァルツ自伝 : Laurent Schwartz 1915～2002』上・下（シュプリンガー・ジャパン、2006年）